# Міністерство оборони Української РСР
Міністерство оборони Української РСР — союзно-республиканське міністерство, створення якого було передбачено Конституцією УРСР. Історія цього центрального органу виконавчої влади УРСР пройшла декілька етапів.
Всі військові органи державної влади УРСР, починаючи з Наркомату оборони УРСР, а завершуючи Міністерством оборони УРСР існували лише рядком у Конституції Української РСР аж до 1978 р., коли даний рядок прибрали.

## Народний комісаріат оборони УРСР
Історія створення військового органу влади УРСР починається з 6 березня 1944 р., коли 6-а сесія Верховної Ради УРСР прийняла Закон Української РСР «Про утворення військових формувань союзних республік та перетворення у зв'язку з цим народного комісаріату оборони із загальносоюзного в союзно-республіканський наркомат». Закон увійшов поправкою до Конституції СРСР (ст.18-а) та Конституції УРСР (ст.15-а).
Указом Президії Верховної Ради УРСР від 11 березня 1944 р. народним комісаром оборони УРСР призначено члена ЦК КП(б) У, депутата Верховної Ради СРСР генерал-лейтенанта Василя Герасименка.
Закон було прийнято у виконання рішення центральних органів СРСР.
28 січня 1944 р. газета «Правда» опублікувала повідомлення про пленум ЦК ВКП(б), який розглянув пропозиції Раднаркому СРСР «Про розширення прав союзних республік в галузі оборони та зовнішніх зносин».
На Х сесії Верховної Ради СРСР першого скликання (28–30 січня 1944 р) на пропозицію наркома закордонних справ СРСР В.Молотова були ухвалені два конституційні закони — «Про утворення військових формувань союзних республік та про перетворення у зв'язку з цим Народного комісаріату оборони із загальносоюзного у союзно-республіканський» і «Про надання союзним республікам повноважень у галузі зовнішніх відносини та про перетворення у зв'язку з цим народного комісаріату закордонних справ із загальносоюзного у союзно-республіканський народний комісаріат».
Декларування створення наркомату оборони УРСР було спрямоване на досягнення керівництвом СРСР зовнішньополітичних (вступ УРСР до ООН, можливе приєднання інших країн до СРСР) та внутрішньополітичних (боротьба з ОУН та УПА тощо) цілей.

## Військове міністерство УРСР
У 1946 році Наркомат оборони УРСР стали називати Військовим міністерством УРСР (указ Президії Верховної Ради УРСР від 25.III 1946).

## Міністерство Збройних Сил Української РСР
28 червня 1947 року прийнято Закон «Про зміни і доповнення тексту Конституції (Основного Закону) Української РСР» згідно з яким у статті 48 Конституції союзно-республіканське Міністерство оборони Української РСР мало носити назву «Міністерство Збройних Сил Української РСР».

## Міністерство оборони УРСР
З 1953 військовий орган влади УРСР став називатися Міністерством оборони УРСР (указ Президії Верховної Ради УРСР від 10.IV 1953).
В редакції Конституції (Основного Закону) Української Радянської Соціалістичної Республіки (Із змінами і доповненнями, прийнятими на четвертій сесії Верховної Ради Української РСР дев'ятого скликання) в редакції згідно із Законом УРСР № 1486-IX від 19.11.1976 в статті 48 в переліку союзно-республіканських Міністерств Української РСР було вказано Міністерство оборони.